# Harpes du Nouvel Âge
Albums de Alan Stivell
Légende
(1983) The Mist of Avalon
(1991)
Singles
1. Dans Fanch Mitt
Sortie : 1985

Harpes du Nouvel Âge (Telenn a' Skuilh-dour en breton, Harps of The New Age en anglais) est le quinzième album d'Alan Stivell et son douzième album studio, paru en 1985 par Keltia III et distribué par WEA puis Disques Dreyfus en France et en Allemagne. Il est distribué au Japon et aux États-Unis par Rounder Records en 1986. Cet album, qui porte sa signature sur la pochette, est enregistré en solo, mais le harpeur est entouré de ses quatre différentes harpes, de l'acoustique à l'électrique.

## Démarche artistique
« Vous pouvez entendre principalement sur ce disque la quatrième version d'une harpe électro-acoustique à cordes métalliques que j'avais conçue et dessinée après la mort de mon père en décembre 1974. […] En effet, dès 1964, s'était posé pour moi le problème de l'amplification satisfaisante d'une harpe bardique dans un contexte socio-musical contemporain. J'ai en effet toujours été fasciné par le merveilleux et la magie qui se dégagent des technologies de pointe quand elles aiment l'humanité ; elles permettent un voyage sans fin dans le futur. En même temps, résonnera toujours en moi le fil qui me relie aux origines, une passion complexe pour des mélodies de type pré-médiéval, que propageront les traditions celtiques au-delà du XXe siècle. Cette dualité – racines et modernité – a toujours été la base de ma musique. 
 La musique de ce disque, jouée principalement sur des harpes du futur, prend sa source plus que jamais dans les finisterres de l'Eurasie. [...] 
 On peut considérer ce disque comme une suite à Renaissance de la harpe celtique. [...] Les nouvelles harpes celtiques peuvent symboliser l'entrée dans l'ère du Verseau, elles en ont le caractère aquatique, l'aspect unificateur, unifiant à nouveau les Celtes, mariant les cultures de partout, les genres, les techniques, rapprochant aussi les distances temporelles, dans un Amour universel. »
— Alan Stivell, texte accompagnant le disque
.

## Parutions et réception
Le disque sort en novembre 1985 chez le label WEA (Warner). Il est distribué au Japon et aux États-Unis par Rounder Records dès 1986, sous forme de CD, ce qui est une première pour l'artiste.
Gérard Simon remarque dans son livre qu'« en pleine vogue de la World Music et du New Age, l'envoûtant et surprenant Harpes du Nouvel Age captive le public d'outre Atlantique et se fait remarquer par la critique américaine. » Le magazine Best trouve que dans les « improvisations réussies « Dor 1 » [...] l'éventail est large, le propos riche. Et le disque étonnant. Ethnique presque pour la rigueur et le respect des sources, monacal sans austérité, visant la séduction par le dépouillement, la recherche de l'essence... ».
Dans le Folk Harp Journal, Patrice J. Cardenas écrit en anglais : « Ces instruments magnifiques fournissent de grands avantages à la gamme tonale et la variété d'effets et Stivell n'hésite pas à explorer ceux-ci au degré le plus grand. Comme l’indique le titre de l'album, c'est de la musique "new age", magnifique et merveilleusement relaxante. Nouvelle ère, oui, mais il est également doté d'une saveur traditionnelle qui est tant celtique qu'universelle. Le choix de points forts de cet album serait comme essayer de distinguer une seule goutte de pluie après sa chute dans l'océan. C'est-à-dire, la sélection de mélodies, des compositions originales, arrangements et la présentation sont si conformes à la bonne qualité qu'ils conduisent cet enregistrement dans une unité cohérente qui n'est pas sans rappeler un océan : réfléchissant, en mouvement, parfois doux, toujours puissant et universel. C'est le meilleur de la musique New age. Le goût, le talent et l'expertise de Stivell placent cet album bien au-dessus du « snoozak » ou des « sons pour crapahuter à l’épicerie » par des offres qui semblent trop fréquentes sur le marché de la musique. ».
En 1985, l'album est consacré en Amérique par un Indie Award (décerné par The American Association of Independent Music), quelques années après sa nomination aux Grammy Awards pour Renaissance de la harpe celtique.

## Caractéristiques artistiques

### Analyse musicale

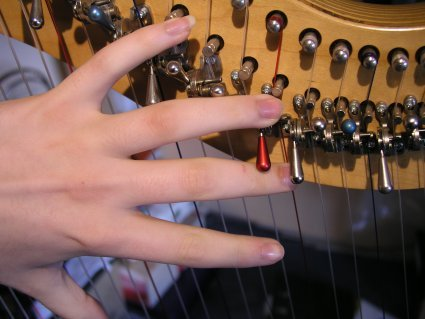
Alan Stivell développe son jeu de harpe, inspiré du passé mais aussi tourné vers l'avenir.

Alan Stivell utilise comme seul instrument la harpe celtique mais quatre harpes différentes sont présentes et parfois il se dédouble au sein d'un morceau. Les suites s’enchaînent sans interruption, avec des intermèdes, appelés Dor. Ce disque, plutôt intimiste, invite donc à la méditation (chants d'un ruisseau et du vent), aux rêves (les îles, les fées...), à l'espace cosmique, au vide en soi. C'est la première fois que l'artiste utilise l'enregistrement numérique ; la vibration des cordes est saisie à la source dans le bois et dans l'air ambiant, sauf bien sûr, pour la harpe électrique dont le son est capté par des micros magnétiques et piézos.
Un hommage à Jord Cochevelou se devine, puisque Alan Stivell utilise un peu la harpe réalisée par son père en 1953 (à cordes noyau, boyau et métal filée soie), notamment pour les intermèdes et Pedenn ewid Breizh, d’ailleurs arrangé par Jord (c'est cette partition, arrangée par Denise Mégevand sous le titre Lavaromp ar Chapeled, que travailla Stivell lorsqu'il joua pour la première fois en public). Pour autant, les intermèdes se veulent modernes et expérimentaux, avec l'utilisation pour la première fois d'une harpe électrique à cordes métal. La réalisation du prototype de harpe bleue d'apparence électrique, débutée par Tantra vers 1983 et terminée en septembre 1984, constitue l'aboutissement de son rêve. L'autre électro-harpe utilisée est à cordes nylon, construite par Camac. Il joue surtout sur une harpe électro-acoustique à cordes métalliques, dont il a dessiné les plans, fabriquée par Michèle Sangineto à Milan en novembre 1984, avec des innovations électroniques apportées par Lionel Gwirineg.
Il renoue de manière personnelle avec les techniques des anciens harpeurs d'Irlande et d'Écosse, en particulier dans les rythmes. En effet, il utilise abondamment la technique de l'étouffement, très difficile d’exécution : la vibration de la corde est arrêtée aussitôt que celle-ci a été pincée et ceci, en général, par le doigt même qui a pincé cette corde. Il imite également les anciennes techniques des sonneurs de cornemuses écossaises : « L'intégralité d'un piobaireachd aurait rempli au moins une face. J'ai simplement voulu donner une idée de ce type de musique, en traduisant à la harpe trois thèmes (« Urlar », Arleur en breton) et deux variations, faisant en cela le chemin inverse qu'avait pris la musique écossaise en abandonnant la harpe pour la cornemuse. »

### Description des morceaux

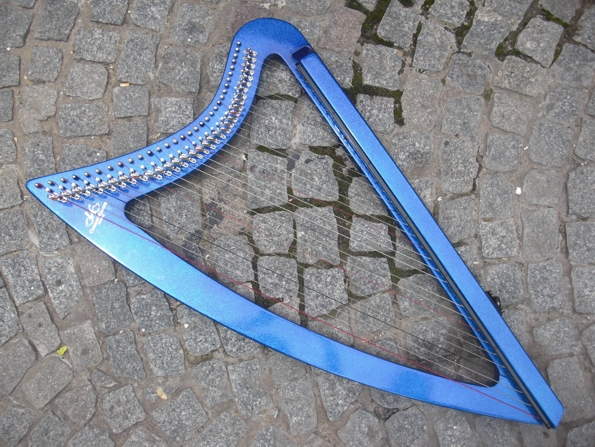
Alan Stivell utilise notamment une harpe électrique pour la première fois (ici la harpe d'Athy, construite par Les Harpes Camac).

Musique SacréeSuite comprenant les musiques sacrées : Tremen'ra pep tra (« Tout passe »), Pedenn ewid Breizh' (« Prière pour la Bretagne »), Tremen'ra pep tra (2) et Spered Santel (« L'Esprit »). Stivell note que c'est par cette musique qu'il a commencé, qu'il considère comme l'« une des plus belles du monde, restée proche des temps christiques ».
Dor I (« Porte 1 »)Intermède qui est une « incursion dans la musique expérimentale contemporaine » (Taol-arnod), avec en toile de fond l'utilisation de l'enregistrement inversé, pour arrêter le cours normal du temps, dit le musicien. L'usage du backmasking n'est pas nouveau : il avait été inauguré par les Beatles dès 1966 sur Revolver. Il utilise aussi le glissement des doigts mouillés sur les cordes de son électro-harpe Camac. Stivell écrit : « la porte I donne sur une grotte. Je ne me suis guère attardé là. Dans les entrailles de Celtie, le parcours n'est pas achevé. ».
PiberezhAutre expérience musicale dans laquelle Alan Stivell adapte à la harpe trois extraits significatifs (thèmes Urlar) de pìobaireachd (musique classique de cornemuse d'Écosse du XVIIe siècle) : Cumh Chlaibhers, Lament for the Children et Mc Donuill of the Isles. Le second extrait, dont le titre original est Cumha na Chloinne, fut composé par Padruig Mor MacCrimmon, vers la fin de la décennie 1650. La musique lui aurait peut-être été inspirée par la défaite du clan MacLeod à la bataille de Worcester, le 3 septembre 1651, à laquelle il fut lui-même fait prisonnier. Sans imiter la cornemuse, Alan Stivell parvient néanmoins à en retrouver les sonorités, tout en innovant sans trahir. L'emploi de la technique du bourdon (avec un effet delay sans doublage de sa harpe) dégage une atmosphère lancinante, circulaire, ponctuée par des petites notes aiguës, au début notamment. Stivell atteste d'une filiation entre le harpiste et le sonneur : « ainsi, le jeu gaélique de la harpe était très ornementé ; on atteste l'emploi de la basse comme bourdon et ainsi comme appui rythmique, support (que n'a plus le sonneur que dans sa tête ou dans son cœur) qui devait aller vers la transe par les effets conjoints du souffle, des mouvements circulaires superposés, des fréquences aiguës, du bourdon, etc. » À la fin, des sons liquides et étranges venus d'ailleurs font le lien avec le titre suivant, comme un chant de baleines, puisqu'il en existe au large de l'Écosse.
Dor IIDeuxième énigmatique porte, intitulée Taol-prim, « Improvisation », « avec, en superposition au début, un souffle cyclique sur les cordes et les cris de l'électro-harpe, à la fin le chant d'un ruisseau et des caresses de soie » ; un voyage enchanteur dans les paysages celtiques.
Rory Dall's love tuneChanson d'amour – clin d’œil à Rory Dall, harpiste aveugle du XVIIe siècle – pour une jeune Écossaise (son nom irlandais est Tabhair dom do Lámh (en), « Donne-moi la main »). Stivell dit avoir légèrement modifié les harmonies et le rythme ; son interprétation demeure tout en douceur, plutôt dans les aigus, avec un arrière-plan sonore éolien qui inscrit la mélodie dans son temps contemporain discret. 

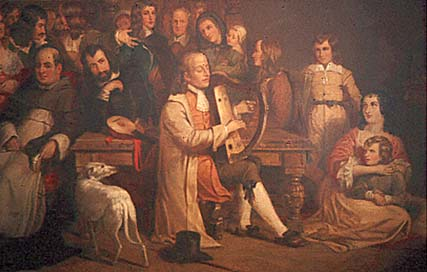
Portrait du harpiste irlandais Turlough O’Carolan datant de 1844.

KervallanCourte interprétation du morceau irlandais Marbhnagh Ò Neil (« Chant funèbre de O'Neil ») du harpiste Turlough O'Carolan au nom « bretonnisé » dans le titre ; Stivell dit qu'il phrase cet air à la bretonne et remarque, non sans humour, que « ça se défend au moins autant que de jouer comme une marquise du XVIIIe siècle italien », ce qui est amusant lorsqu'on connaît le goût du compositeur irlandais pour le baroque italien.
LuskellerezhBerceuse traditionnelle qui veut aussi dire « balancement », correspondant au « suantrai » (lullaby en anglais), un des trois styles anciens, permettant la relaxation et le sommeil. « Ne swingue-t-elle pas autant que la berceuse Summertime de George Gershwin ? » demande le musicien dans le texte du disque. En fait, la composition vaut pour sa propre beauté mélodique et par son interprétation il est vrai presque jazzy à certains moments par le musicien et son final en cascades de notes, comme le chant clair d'un ruisseau.
Dihun' ta ! (« Réveille-toi ! »)Marche traditionnelle de la région d'Alan Stivell, limitrophe de la Cornouaille et du Vannetais, où il a voulu transcrire un phrasé mettant en évidence la complexité de la rythmique bretonne, en tension par rapport à un tempo : « L'harmonisation que j'ai voulue sortant un peu de l'ordinaire ne facilite pas la tâche à la harpe diatonique ».
En dro Inis-Arzh (« Autour de l'île d'Arz »)Être « autour de l'île-d'Arz », c'est approcher une impression de paradis sur terre, ou plutôt sur l'océan, dans le golfe du Morbihan (à noter que l'en dro est une danse traditionnelle du pays vannetais). Le musicien se nourrit d'influences plus ou moins jazz – pour cela il accorde différemment sa harpe ce qui lui permet des sorties hors du domaine modal – et utilise aussi sa harpe comme percussion, ce qui est assez exceptionnel pour un harpiste, au contraire des guitaristes.
Dañs Fañch MittStivell développe, pour cette variante du Plinn ancrée dans le pays Fañch, un jeu de main gauche qu'il assimile au son de la basse électrique. Il poursuit ici aussi son jeu percussif et ses frottements. C'est un appel à la danse, « un martèlement venu du fond des temps », mais aussi un petit clin d'œil au président de l'époque François Mitterrand. 

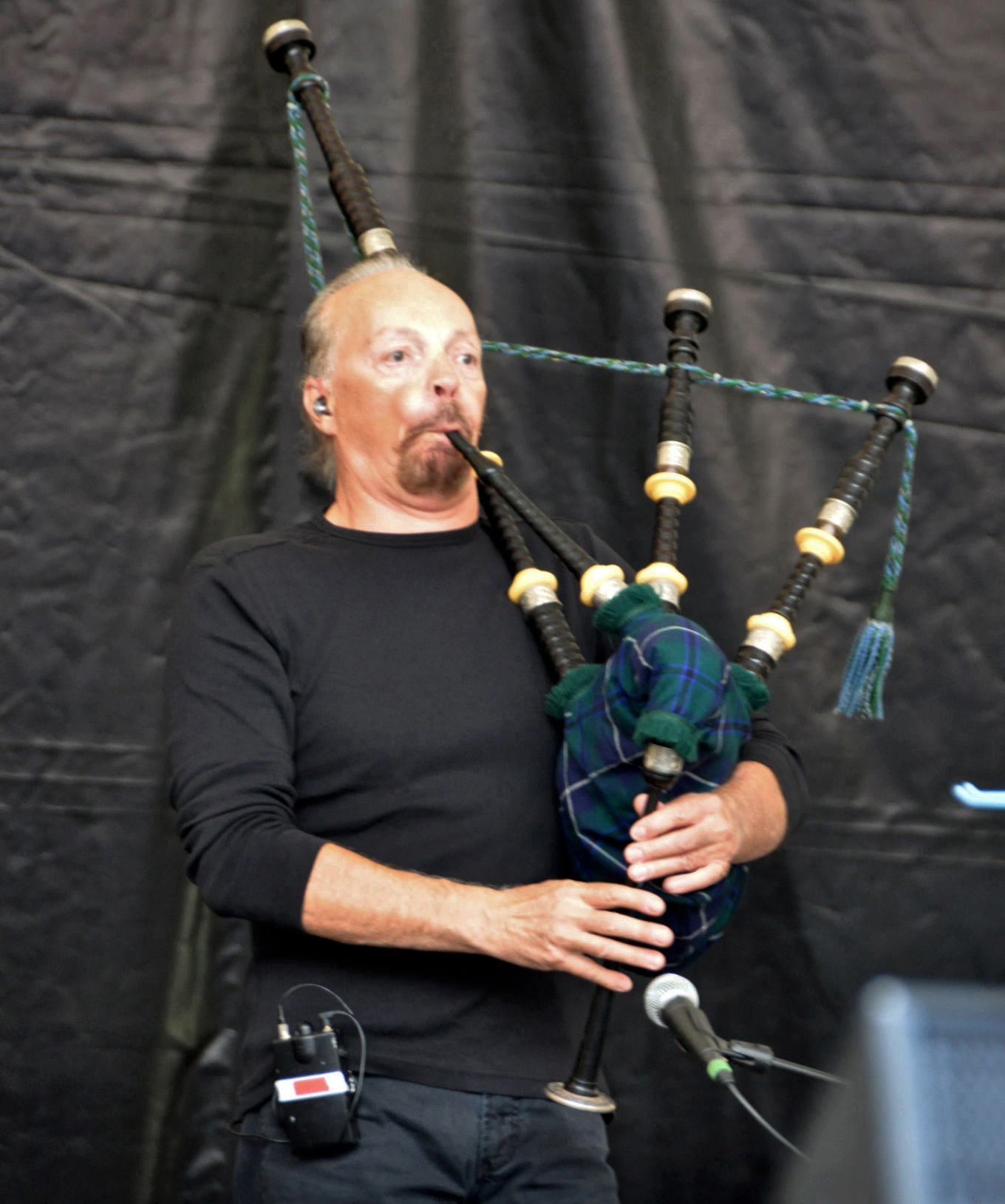
Alan Stivell adapte à la harpe des traditionnels écossais à l'origine exclusivement joués au Great Highland Bagpipe.

Suite Écossaise Elle se divise en quatre strathspeys et trois reels : Balmoral Castle on sale, Munlochy bridge, The miller of drone, The laird of Drumblair et Ca' the ewes, The reel of Tulloch, The kelt is my delight. Le musicien précise : « Au tempo rapide devenu habituel dans les compétitions, j'ai préféré un tempo plus lent qui permet la danse. Comme dans les piobareachda, j'ai respecté la plupart des ornementations de cornemuse. J'ai, par contre, exagéré les contrastes rythmiques traditionnels, opposition entre appuis au fond du temps et passages anticipés, normalement plus suggérés. » Avec sa harpe électrique, il joue des cordes et frappe parfois pour marquer le rythme.
Dor IIITroisième porte qui ferme l'album, intitulée Harp'noun !, « Aide-moi ! », avec cette mention de Stivell : « Je supporterais mal une fin qui ne serait pas une ouverture ». C'est donc un moment ouvert sur l'imaginaire, avec ses volutes progressives de harpe et ses sons comme issus du frôlement d'un mobile d'enfant ou des touches de son carillon. Dans sa biographie, Laurent Bourdelas s’interroge sur le sens que donne l'artiste dans cet appel à l'aide : « S'adresse-t-il à lui-même ? À d'autres ? À une puissance tutélaire ? À son instrument lui-même ? ».

### Pochette et disque
Sur la pochette, le dessin de Loïc Tréhin est presque aussi réaliste qu'une photo : Alan Stivell, cheveux longs et barbu, vêtu d'une chemisette blanche, jouant d'une harpe bleue. En haut à gauche, le nom de l'artiste en rouge, style signature ; en haut à droite, une diagonale alternant le titre de l'album en français et en breton (Telenn a' skuilh-dour). En bas à droite, la mention « Enregistrement numérique (Digital) - En solo ». Une technologie et donc un son résolument nouveaux pour le musicien, qui se met progressivement à la musique assisté par ordinateur. Il le précise dans le livret explicatif. Au dos, en diagonale, les titres des compositions, quelques informations complémentaires et une photo en gros plan du musicien à la harpe, signée Daniel Cariou.

## Fiche technique

### Liste des morceaux
| 1.    | Musique Sacrée                                 | Tremen'ra pep tra 1 (Tout passe), Pedenn ewid Breizh (Prière pour la Bretagne, arr. Jord Cochevelou), Tremen'ra pep tra 2, Spered Santel (L'esprit) | 6:17 |
| 2.    | Dor I : Musique expérimentale (Traol-arnod)    | | 0:25 |
| 3.    | Piberezh                                       | adaptation de trois "piobaireachd", musique classique de cornemuse : Cumh chlaibhers, Lament for the Children, McDonuill of the isles               | 8:15 |
| 4.    | Dor II : Improvisation (Taol-prim)             | | 3:01 |
| 5.    | Rory Dall's Love Tune (ou Tabhair dom Do Lamh) | | 3:13 |
| 6.    | Kervalan                                       | court extrait d'un morceau de O'Carolan (Marbhnagh O'Neill)                                                                                         | 0:46 |
| 7.    | Luskellerezh (Berceuse, balancement)           | | 2:32 |
| 8.    | Dihun'ta ! (Réveille-toi !)                    | marche traditionnelle bretonne | 0:55 |
| 9.    | En dro Inis-Arzh (Autour de l'Île d'Arz)       | | 2:06 |
| 10.   | Dañs Fanch Mitt                                | | 2:14 |
| 11.   | Suite éossaise                                 | quatre strathspeys et trois reels | 3:44 |
| 12.   | Dor III : Harp'noun ! (Aide-moi !)             | | 1:55 |
| 35:23 |                                                | |      |

Musiques issues de thèmes du répertoire celtique arrangées par Alan Stivell, sauf Pedenn ewid Breizh par Jord Cochevelou.

### Crédits

#### Équipe artistique
- Alan Stivell : harpes celtiques (nylon, électro-acoustique, électrique à micros magnétiques, électro-harpe à cordes nylon de Camac), effets

#### Équipe technique
- Production : Alan Stivell (Keltia III)
- Musiques et arrangements : A. Stivell
- Enregistrement et mixage : Fabrice Sauré (Studios Max Waldberg, Croissy-sur-Seine, France)
- Mixage final et enregistrement numérique : Thierry Rogen (Studios Guillaume Tell)
- Mastering (gravure) : Christian Orsini
- Photographe : Daniel Cariou
- Artwork pochette : Loïc Tréhin (33 tours), Spencer Design (CD Rounder)